# Gertrud Hemmel
Gertrud Margareta Hemmel, född Holmström den 27 augusti 1934, död den 31 december 2006, var en svensk författare och översättare, verksam bland annat vid SVT i Malmö.
Gertrud Hemmel hade som ung själv stått på scenen – bland annat tillsammans med Cilla Ingvar i Hasse Alfredsons Dr Kanustus under Lundakarnevalen 1958 – men skulle under sitt yrkesverksamma liv framför allt komma att skriva roliga texter för andra. Hon stod för manus och enstaka textinslag till ett stort antal underhållningsprogram producerade av SVT i Malmö. Till de mest kända av dessa hörde Helt apropå (1985–1992 inklusive den guldrosenvinnande engelskspråkiga versionen The Prize 1987), där Hemmel framför allt skrev texterna till sånginslagen. Hon gjorde också dramabearbetningar av andras verk och författade själv manuset till dramaserien Allt ljus på mig om skådespelaren Edvard Persson.
Utöver TV arbetade Hemmel mycket med texter till revyer och musikaler. Bland annat skrev hon nya svenska sångtexter till en uppsättning av Grease på Slagthuset i Malmö och levererade texter till Arlövsrevyn och Malmö stadsteater. Hon arbetade ofta tillsammans med den tidigare lundaspexaren Anders Albien.
Som flitig översättare av skönlitteratur gav hon svensk språkdräkt åt verk av bland annat Ruth Rendell, Sidney Sheldon och Joy Fielding. Hon översatte också veterinären James Herriots självbiografiska böcker som legat till grund för TV-serien I vår herres hage. Hon skrev även tidningskåserier och romaner under pseudonymerna Marika Melker och Helena Henning.
Hemmel är begravd på Limhamns kyrkogård. Hon var länge gift med regissören och TV-producenten Jan Hemmel.

## Översättningar (urval)
- Julian Symons: Brottets bana (The progress of a crime) (Bergh, 1961)
- Mette Ejlersen: Jag anklagar: en stridskrift om kvinnans möjligheter till sexuell lycka (Jeg anklager) (Rabén & Sjögren, 1968)
- Catherine Cookson: Glasjungfrun (The glass virgin) (Bonnier, 1971)
- Mia Farrow: Det sköra livet: en memoar (What falls away) (Bonnier, 1997)
- Arthur Golden: En geishas memoarer (Memoires of a geisha) (Bra böcker, 1998)
- Dorothy L. Sayers och Jill Paton Walsh: Lord Peters sista fall (Thrones, dominations) (Bonnier, 1999)
- Colleen McCullough: Beröringen (The touch) (Forum, 2004)